# Carnotaurus
Carnotaurus (în latină înseamnă „taur carnivor”) a fost un gen de dinozaur teropod de dimensiune mare care a trăit în America de Sud în timpul Cretacicului târziu, acum aproximativ 72-69,9 milioane de ani în urmă. Singura specie este Carnotaurus sastrei. Cunoscut dintr-un singur schelet bine conservat, este unul dintre cele mai bine înțelese teropode din emisfera sudică. Scheletul, găsit în 1984, a fost descoperit în provincia Chubut din Argentina în rocile formației La Colonia. Carnotaurus este un membru derivat al Abelisauridelor, un grup de mari teropode care au ocupat marea nișă prădătoare din partea de sud a supercontinentului Gondwana în perioada Cretacicului târziu. Relațiile filogenetice ale Carnotaurus sunt incerte; s-ar putea să fi fost mai aproape de Majungasaurus sau Aucasaurus.
Carnotaurus a fost un prădător biped, cu o lungime de 7,5 până la 9 m și cu o greutate de cel puțin 1,35 tone. Ca teropod, Carnotaurus era extrem de specializat și distinctiv. Avea coarne groase deasupra ochilor, trăsătură nevăzută la toți ceilalți dinozauri carnivori și un craniu mare așezat pe un gât musculos.  Carnotaurus a fost în continuare caracterizat de brațe mici vestigiale și picioare lungi și subțiri. Scheletul este păstrat cu amprente extinse ale pielii, care prezintă un mozaic de solzi mici, care nu se suprapun, cu diametrul de aproximativ 5 mm. Mozaicul a fost întrerupt de umflături mari care căptușeau părțile laterale ale animalului și nu există indicii de pene.
Coarnele distinctive și gâtul musculos puteau fi utilizate în lupta cu rivalii. Conform studiilor separate, indivizi rivali s-ar fi putut lupta cu lovituri rapide ale capului, prin apăsări lente cu părțile superioare ale craniului sau prin răsturnarea reciprocă, folosind coarnele ca amortizoare. Obiceiurile de hrănire ale Carnotaurus rămân neclare: unele studii sugerează că animalul era capabil să vâneze pradă foarte mare, cum ar fi sauropode, în timp ce alte studii consideră că vâna animale relativ mici. Carnotaurus a fost bine adaptat la alergare și a fost probabil unul dintre cele mai rapide teropode mari.
Numele său provine din latinescul carō, carnis, „carne” și taurus, „taur”, și a fost dat pentru că era un carnivor asemănător unui taur, din cauza coarnelor de pe capul său. Numele speciei „sastrei” a fost dat în onoarea lui Anselmo Sastre, cel care deținea locul din provincia argentiniană Chubut unde a fost găsit primul și singurul exemplar de până acum.

## Descriere

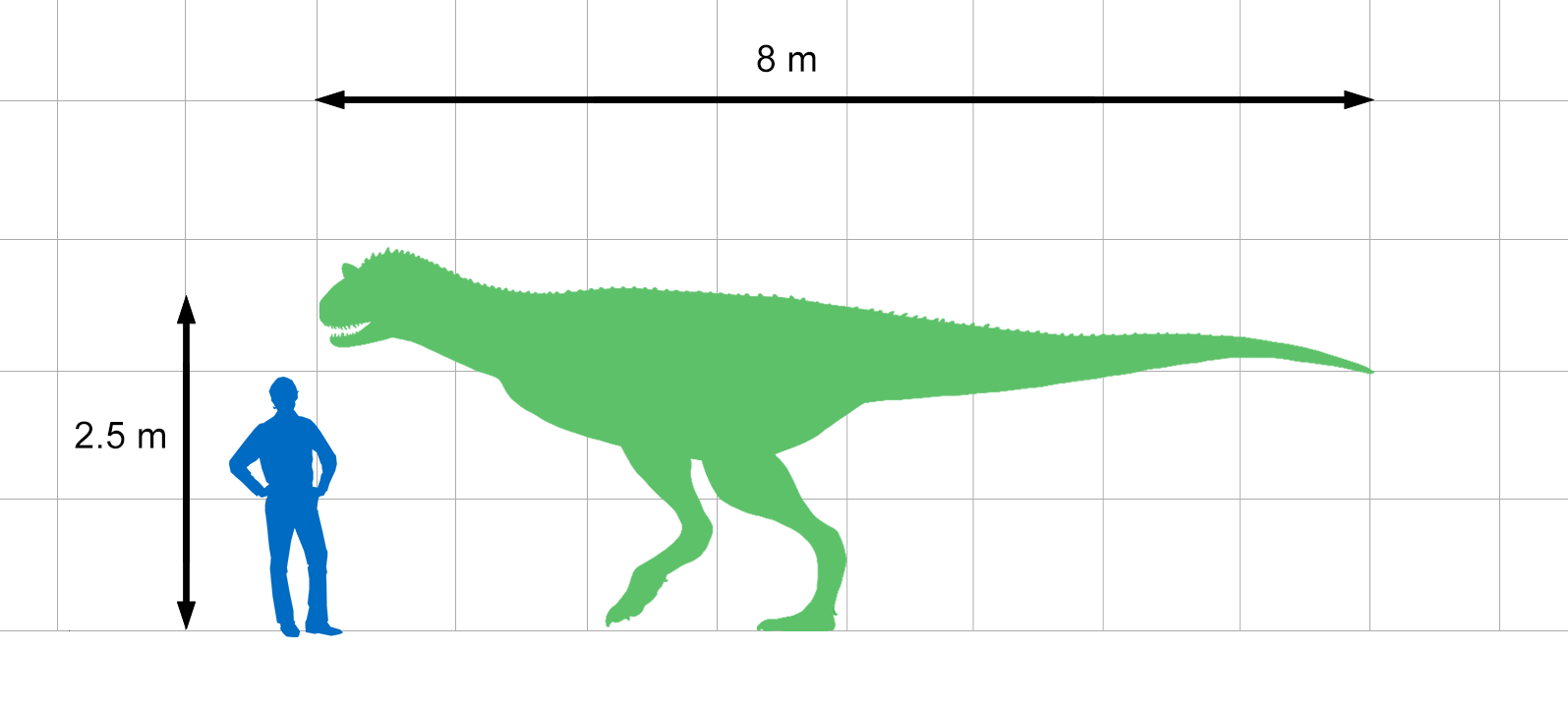
Diagramă care compară dimensiunea unui Carnotaurus cu un om

Carnotaurus a fost un prădător de dimensiuni mari spre medii dar cu o constituție ușoară. Singurul exemplar cunoscut avea o lungime de aproximativ 7,5–9 m, făcându-l astfel unul dintre cei mai mari abelisaurizi. În timp ce Ekrixinatosaurus și eventual Abelisaurus, extrem de incomplete, ar fi avut dimensiuni similare sau mai mari, un studiu din 2016 a constatat că numai Pycnonemosaurus, la  8,9 m era mai lung decât Carnotaurus, care a fost estimat la 7,8 m. Greutatea sa este estimată la 1.350 kg-2100 kg în diferite studii separate care au utilizat diferite metode de estimare. Carnotaurus a fost un teropod extrem de specializat, așa cum se vede mai ales în caracteristicile craniului, vertebrelor și ale membrelor anterioare.

### Craniu

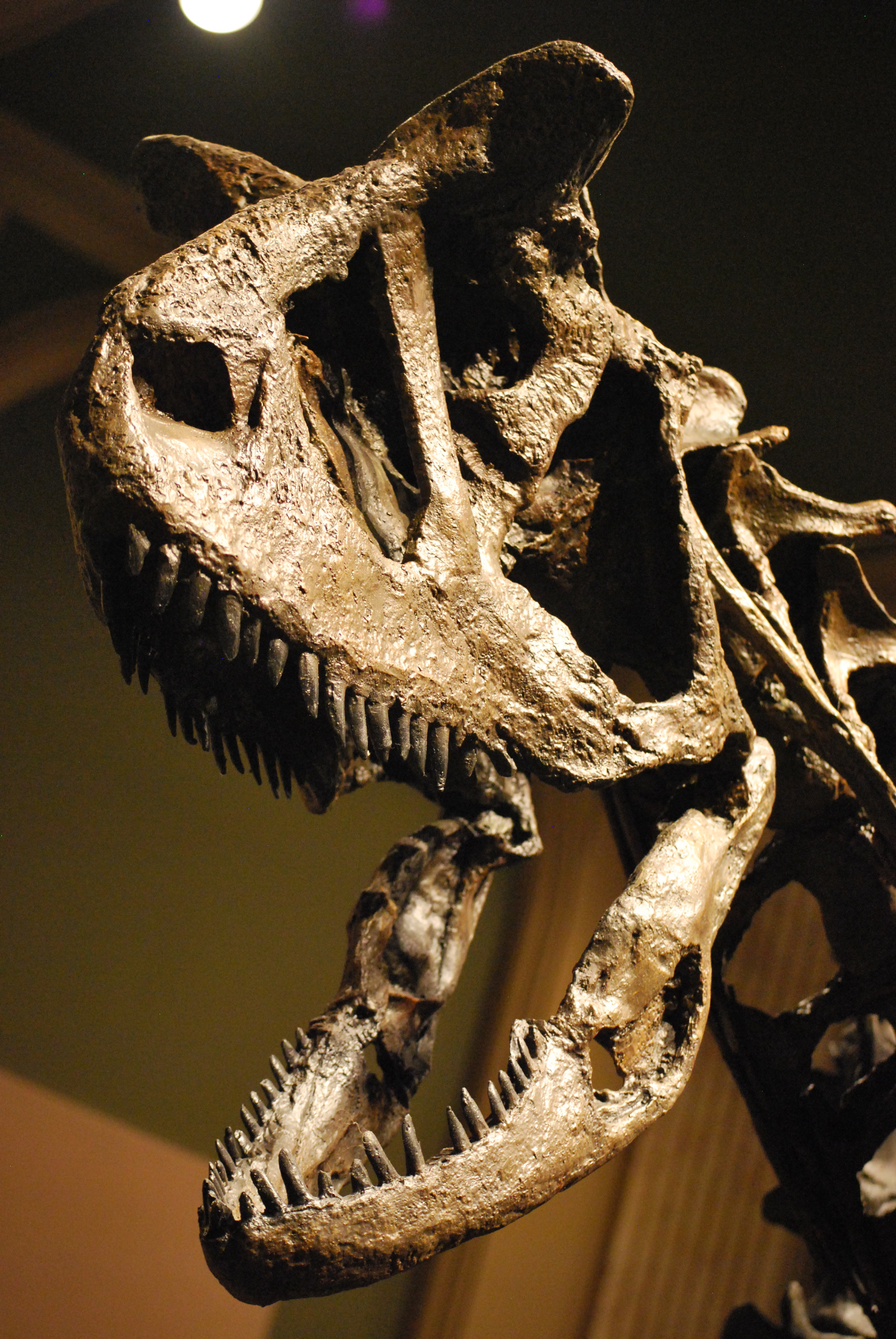
Craniu aflat la „Dinosaur Discovery Museum”, Wisconsin, SUA

Craniul, cu o lungime de 59,6 cm, era puternic construit însă proporțional mai scurt decât la oricare alt dinozaur mare carnivor. Ca și în cazul altor abelisauride, oasele faciale, în special oasele nazale, prezentau numeroase mici găuri și vârfuri. Probabil că o piele încrețită și posibil keratinoasă acoperea aceste oase. Prezenta o pereche proeminentă de coarne ieșite oblic deasupra ochilor. Aceste coarne, formate din oasele frontale, erau groase, în formă de con și măsurau 15 cm lungime. Ochii mici ai Carnotaurului se aflau pe orbite puternic protejate, este posibil ca animalele să fi avut o vedere binoculară și percepție de profunzime.
Fălcile aveau o articulație care îi permitea să extindă zona mușcăturii. Dinții erau lungi și subțiri, spre deosebire de dinții de obicei foarte scurți observați la alți abelisauride. Pe fiecare parte a maxilarului superior erau patru premaxilari și douăsprezece dinți maxilari, în timp ce maxilarul inferior era echipat cu cincisprezece dinți dentari pe fiecare parte. Spre deosebire de craniul cu aspect robust, maxilarul inferior era subțire și slab construit, cu osul cel mai de sus al maxilarului conectat la oasele maxilare cu doar două puncte de contact. Maxilarul inferior a fost găsit cu oase hioide; aceste oase subțiri, care susțin musculatura limbii și câțiva alți mușchi, se găsesc mai rar la dinozauri, deoarece nu sunt conectați la alte oase și, prin urmare, se pierd cu ușurință.

### Vertebre

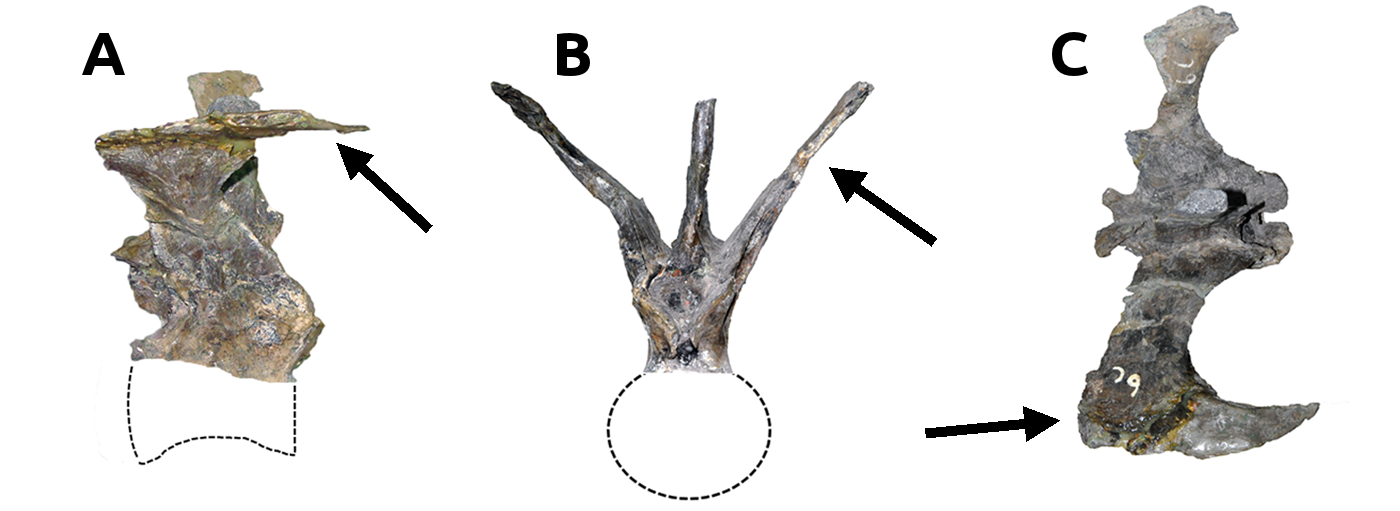
A șasea vertebră caudală a holotipului văzut din partea A) lateral, B) față și C) de sus.

Coloana vertebrală era formată din 10 vertebre cervicale (gât), 12 vertebre dorsale, 6 vertebre sacrale fuzionate și un număr necunoscut de vertebre caudale (coadă). Gâtul era aproape drept, fără curba în formă de „S” ca la alte teropode și, de asemenea, neobișnuit de lat, în special spre baza sa. Partea superioară a coloanei vertebrale prezintă un dublu rând de procese osoase lărgite, orientate în sus, numite epifize, aplatizând gâtul în partea superioară. Aceste procese osoase au fost punctele cele mai înalte ale coloanei vertebrale, crescând deasupra proceselor spinoase neobișnuit de scăzute. Epifiza a fost probabil zona de fixare pentru o puternică musculatură a gâtului. Un rând dublu similar a fost observat la coadă, rezultând o parte superioară plată a cozii.

### Membre anterioare

Oasele mâinii, conform interpretării lui Ruiz et al. (2011).

Membrele anterioare sunt proporțional mai scurte decât la oricare alt dinozaur carnivor, chiar și decât la Tyrannosaurus. Antebrațul are doar un sfert din dimensiunea brațului. Nu există oase carpiene, astfel încât oasele metacarpiene se conectează împreună cu oasele antebrațului. 
Membrele anterioare se termină cu câte 4 degete, acest lucru fiind considerat o trăsătură primitivă la dinozauri. Degetele erau strâns legate între ele, nu se puteau mișca independent față de celelalte, și erau lipsite de gheare. Carnotaurus s-a diferențiat de toți ceilalți abelisaurizi prin faptul că avea membrele anterioare mai scurte dar mai robuste și de prezența celui de-al patrulea metacarpial asemănător unui pinten.  Un studiu din 2009 sugerează că brațele erau vestigiale la abelisauride, deoarece fibrele nervoase responsabile de transmiterea stimulului erau reduse la un grad văzut astăzi la emu și kiwi.

### Piele

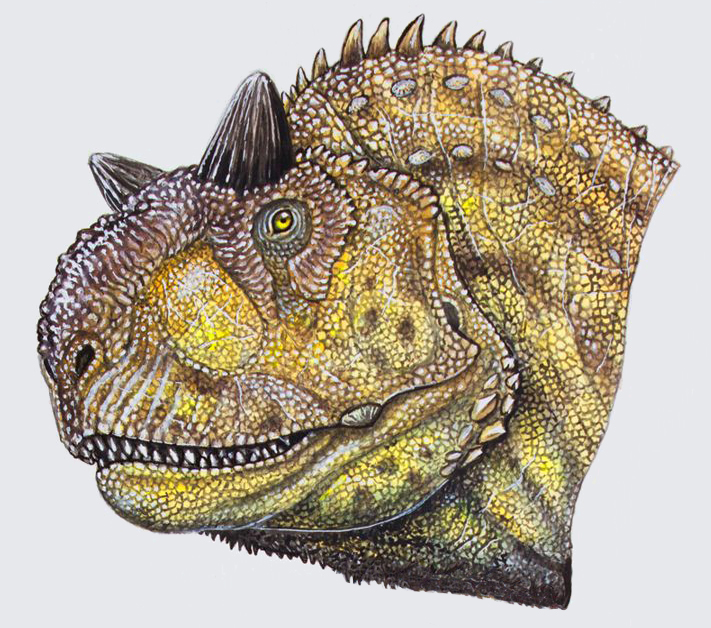
Restaurarea capului care prezintă țesut moale, dedus din morfologia osoasă a craniului.

Carnotaurus a fost primul mare dinozaur teropod descoperit cu un număr semnificativ de amprente fosile ale pielii. Aceste amprente, găsite sub partea dreaptă a scheletului, proveneau din diferite părți ale corpului, inclusiv maxilarul inferior, partea din față a gâtului, centura scapulară și piept. Cel mai mare petic de piele corespunde părții anterioare a cozii. Inițial, partea dreaptă a craniului era acoperită cu pete mari de piele dar acest lucru nu a fost observat în timpul pregătirii craniului și pielea a fost distrusă. Textura majorității părții drepte a craniului este complet diferită de cea a părții stângi și, probabil, arată unele caracteristici ale modelului solzos al capului.
Pielea era formată dintr-un mozaic cu solzi poligonali, care nu se suprapuneau, și care măsurau aproximativ 5 mm în diametru. Acest mozaic era despărțit de șanțuri subțiri și paralele. Modelul solzilor era similar în diferite părți ale corpului, cu excepția capului, care aparent prezenta un model diferit, cu solzi neregulați. Nu există dovezi de pene. În mod unic pentru teropode, pielea prezenta osteodermuri (depozite osoase) de-a lungul gâtului, spatelui și cozii, având diametru de 4-5 cm și fiind distanțate la 8-10 cm unul de altul. Stephen Czerkas (1997) a sugerat că aceste structuri ar fi putut proteja părțile animalului în timpul luptei cu alte teropode sau cu membri ai aceleiași specii. El a observat la iguanele moderne structuri similare, care le oferă acestora o protecție limitată în timpul confruntărilor.

## Clasificare
Mai jos este o cladogramă publicată de Canale și colegii săi în 2009.
|  | Aucasaurus  |
|  |             |
|  | Carnotaurus |
|  |             |

|  | Ilokelesia                                                          |
|  |                                                                     |
|  | \| \| Skorpiovenator \| \| \| \| \| \| Ekrixinatosaurus \| \| \| \| |
|  |                                                                     |
|  | Skorpiovenator                                                      |
|  |                                                                     |
|  | Ekrixinatosaurus                                                    |
|  |                                                                     |

|  | Skorpiovenator   |
|  |                  |
|  | Ekrixinatosaurus |
|  |                  |

|  | Aucasaurus  |
|  |             |
|  | Carnotaurus |
|  |             |

|  | Ilokelesia                                                          |
|  |                                                                     |
|  | \| \| Skorpiovenator \| \| \| \| \| \| Ekrixinatosaurus \| \| \| \| |
|  |                                                                     |
|  | Skorpiovenator                                                      |
|  |                                                                     |
|  | Ekrixinatosaurus                                                    |
|  |                                                                     |

|  | Skorpiovenator   |
|  |                  |
|  | Ekrixinatosaurus |
|  |                  |

|  | Aucasaurus  |
|  |             |
|  | Carnotaurus |
|  |             |

|  | Ilokelesia                                                          |
|  |                                                                     |
|  | \| \| Skorpiovenator \| \| \| \| \| \| Ekrixinatosaurus \| \| \| \| |
|  |                                                                     |
|  | Skorpiovenator                                                      |
|  |                                                                     |
|  | Ekrixinatosaurus                                                    |
|  |                                                                     |

|  | Skorpiovenator   |
|  |                  |
|  | Ekrixinatosaurus |
|  |                  |

|  | Aucasaurus  |
|  |             |
|  | Carnotaurus |
|  |             |

|  | Ilokelesia                                                          |
|  |                                                                     |
|  | \| \| Skorpiovenator \| \| \| \| \| \| Ekrixinatosaurus \| \| \| \| |
|  |                                                                     |
|  | Skorpiovenator                                                      |
|  |                                                                     |
|  | Ekrixinatosaurus                                                    |
|  |                                                                     |

|  | Skorpiovenator   |
|  |                  |
|  | Ekrixinatosaurus |
|  |                  |